# Editorial Serra Airosa
Serra Airosa fou un segell editorial creat a Andorra la Vella als anys 80 del segle XX. Fou fundat per Antoni Morell Mora, Manuel Mas i Ribó, Antoni Rossell, Francesc Grau, Amadeu Grau i Toni Sementé.
Tot i tenir una vida curta, va editar nombrosos volums literaris destacats:
- 1980.  Fills de Julià Reig: 1880-1980: 100 anys de desenvolupament.
- 1981.  Nívia, d’Anton Carrera.
- 1982. Haikús d’Arinsal, d’Agustí Bartra.
- 1983. Agustí Bartra a Andorra, de Manuel Mas.
- 1983. Crònica de la vida d’Agustí Bartra, d’Anna Murià.
- 1983. Andorra, Postals i altres poemes, de Miquel Martí i Pol.
- 1984. Jacint Verdaguer a Andorra, Josep Maria de Casacuberta.
- 1986. Cants a València, de Vicent Andrés Estellés.